# Resistance 2
Resistance 2 – gra FPS wydana na konsolę PlayStation 3, wyprodukowana przez Insomniac Games i wydana przez Sony Computer Entertainment w 2008 roku. Gra jest kontynuacją gry Resistance: Fall of Man z 2006 roku. W 2011 wydano Resistance 3.

## Fabuła
Nathan Hale – główny bohater gry – jest żołnierzem odpornym na rozsiewanego przez chimery wirusa. Zostaje on porwany przez tajemniczą organizację badającą ludzi nieulegających chorobie. Podczas lotu do amerykańskiej bazy samolot, którym przewożony jest Hale zostaje zestrzelony. Nathan dociera jednak do wybrzeża Stanów Zjednoczonych, gdzie w ramach projektu „sentinels” przygotowuje się do dalszej walki z mutantami. Gdy najeźdźcy atakują, bohater rozpoczyna walkę o ojczyznę.

## Odbiór gry
Gra została pozytywnie przyjęta przez krytyków. Serwis internetowy IGN wystawił ocenę 9,5/10.